# Charles Ambroise de Caffarelli du Falga
Pour les articles homonymes, voir Caffarelli.
Pour les autres membres de la famille, voir Famille de Caffarelli.
Charles-Ambroise Caffarelli (Falga, 15 janvier 1758 – Falga (Haute-Garonne), 6 novembre 1826), était un prélat, administrateur et homme politique français des XVIIIe et XIXe siècles
Il s'illustra pour ses écrits sur l'agronomie. On possède aussi de lui quelques ouvrages remarquables sur des matières de finance et d'économie politique

## Biographie
Frère cadet du général Caffarelli, Charles-Ambroise naquit au « Falga-Villefranche » (en Languedoc, auj. Haute-Garonne), le 15 janvier 1758, d'une famille noble.
Destiné à l’état ecclésiastique, il se livra à l’étude, « avec autant d’ardeur que de succès », notamment à l'abbaye-école de Sorèze où il était élève comme ses frères Maximilien, Joseph, Auguste et Jean-Baptiste.
Il était chanoine de Toul à l’époque de la Révolution française. Il prêta comme prêtre catholique le serment constitutionnel, et reçut en 1792 les fonctions d'administrateur du district de Revel. Emprisonné pendant la Terreur, il ne recouvra la liberté qu’après le 9 thermidor et la chute de Robespierre.

### Préfet napoléonien
L’amitié que portait Napoléon au général Caffarelli du Falga, qui en mourant lui avait recommandé sa famille, « ne fut pas inutile » à l’abbé Caffarelli. Dès le 12 ventôse an VIII (2 mars 1800), lors de l’organisation des préfectures, il fut nommé préfet de l'Ardèche, puis du Calvados le 11 brumaire an X (2 novembre 1801), et enfin de l'Aube, le 12 février 1810).
« Cette dernière nomination était une disgrâce » occasionnée par la faiblesse reprochée au préfet dans l’exécution de quelques mesures de police. Préfet de l’Aube, Caffarelli montra, à la fin de 1813 et au commencement de 1814, peu de zèle pour seconder le gouvernement impérial qui penchait vers sa chute. Les alliés s’étant emparés de Troyes, le préfet s’éloigna de cette ville. Le sort des armes y ayant fait rentrer Napoléon Ier peu de temps après, il se montra fort irrité que Caffarelli ne fut pas aussitôt revenu à son poste, et il prononça sa destitution : 

« (N.° 10 191.) DÉCRET IMPÉRIAL portant destitution du baron Caffarelli préfet du département de l'Aube.
Au quartier impérial de Troyes, le 24 février 1814. 
NAPOLÉON, Empereur des Français, Roi d'Italie, Protecteur de la Confédération du Rhin, Médiateur de la Confédération suisse, &c. &c. &c.
Considérant que le préfet du département de l'Aube a quitté le territoire de son département, et notamment l'arrondissement de Nogent, lorsque nos troupes l'occupaient encore que depuis il ne s'est pas mis en mesure de venir reprendre ses fonctions au moment de l'évacuation du chef-lieu de son département par l'ennemi, 
Nous AVONS DÉCRÉTÉ et DÉCRÉTONS ce qui suit:
- ART. Ier. Le baron Caffarelli préfet du département de l'Aube, est destitué.
- II. Notre ministre de l'intérieur est chargé de l'exécution du présent décret, qui sera inséré au Bulletin des lois. »

— Signé NAPOLÉON.
Pour expédition conforme :
Le Ministre d'État Secrétaire de la Régence,
Signé Duc DE CADORE., Bulletin des lois de l'Empire français.
Le même jour, Guillaume Georges Nicolas Haw (à titre provisoire) et le baron Roederer furent nommés à sa place.
Après la Restauration, une députation du département de l’Aube vint demander au roi son ancien préfet ; mais ce vœu ne fut point exaucé, et Charles Caffarelli continua de vivre dans la retraite, « où il reprit l’habit et les pratiques de son premier état ».
Devenu membre du conseil général de la Haute-Garonne en 1815, il en fut élu secrétaire chaque année, jusqu’à sa mort, arrivée le 6 novembre 1826 au Falga.
Il avait reçu la croix de la Légion d'honneur le 25 prairial an XII. Un quai et un cours de Caen portent le nom de cet ancien préfet du Calvados.

### Traducteur, agronome et économiste
Il était, selon Michaud, « un homme de bien, fort humain, plein de zèle pour l’accomplissement de ses devoirs, intègre et judicieux, joignant à des connaissances littéraires fort étendues le goût de l’agriculture et des beaux-arts » : il avait fait de Virgile une étude particulière. Il s’était occupé aussi d’économie politique.
Il fit imprimer, à Caen, en prairial an IX, une notice sur son frère Caffarelli du Falga, in-8° de 18 p., et inséra dans le recueil de la Académie d'agriculture de France (t. 13) une bonne traduction abrégée des géoponiques grecs, dont il fit tirer à part quelques exemplaires sous ce titre :
- Abrégé des Géoponiques, extrait d’un ouvrage grec, fait sur l’édition donnée par Jean-Nicolas Niclas à Leipsick, en 1781, par un amateur, Paris, 1812, in-8° de 147 p.

On attribue le recueil des géoponiques grecs à l’empereur Constantin VII Porphyrogénète, qui l’avait fait rédiger en grec par Cassianus Bassus. La meilleure édition, qui existait alors, de cette collection fort curieuse était celle que Niclas donna, en 1781, avec une version latine et des notes. Les travaux de l’administration dont Caffarelli était alors chargé ne lui permirent pas d'ajouter à sa traduction quelques rapprochements entre l’agriculture des Romains et celle du XIXe siècle.
La traduction des géoponiques n’est pas le seul service qu’il ait rendu à la science agronomique : il seconda « la nouvelle et excellente édition » (qui fut donnée, en 1801, par la société d'agriculture de Paris) du Théâtre d'agriculture et mesnage des champs d'olivier d'Olivier de Serres, auquel il fit élever un monument dans le département de l'Ardèche.
C’est à Caffarelli qu’on doit l’idée des perceptions à vie, dont il avait dès l’an IX fait valoir les avantages dans un mémoire qu’il adressa au ministre des Finances, et qu’il fit imprimer sous le titre de Mémoires sur les perceptions à vie, Paris, 1800.
Il y a lieu de croire que la famille de Caffarelli a trouvé dans ses papiers, sinon des ouvrages terminés, du moins d’utiles matériaux qui étaient le fruit des bonnes études auxquelles il se livrait dans les moments de loisir que lui laissait une administration fort active.

## Titres
- Titre de chevalier, accordé à la suite du décret du 25 prairial an XII le nommant membre de la Légion d'honneur (lettres patentes signées à Burgos le 27 novembre 1808)[11].
- Titre de baron, accordé par décret du 15 août 1809 (lettres patentes signées à Paris le 31 décembre 1809)[12].

## Décorations
- « Légionnaire » (chevalier de la Légion d'honneur), par décret du 25 prairial an XII[1].

## Armoiries
| Image | Armoiries |
| ----- | --- |
|       | Armes de la famille de Caffarelli Parti: au 1, d'azur, au lion d'or; au 2, coupé: a. taillé d'or sur gueules; b. tranché d'or sur gueules. Au chef de l'écu d'or, brochant sur le parti et ch. d'une aigle de sable, couronnée d'or. |
|       | Armes des Caffarelli du Falga Parti, au premier d'argent, au lion rampant de sable; au deuxième coupé, le premier taillé d'argent et de gueules, le second tranché d'argent et de gueules., |
|       | Armes de chevalier de l'Empire Parti, le premier d'argent au lion grimpant de sable lampassé de gueules ; le deuxième coupé ; le premier du coupé : taillé d'argent et de gueules, le deuxième tranché d'argent et de gueules ; le tout soutenu d'une champagne de gueules du tiers de l'écu au signe des chevaliers., - Livrées : les couleurs de l'écu. Alias (selon Rietstap)Parti: au 1, taillé d'argent et de gueules; au 2, d'argent, au lion de sable lampassé de gueules, à la bordure de gueules, chargée du signe des légionnaires. |
|       | Armes de baron de l'Empire Écartelé, au premier taillé d'argent et de gueules ; au deuxième des barons préfets, au troisième d'argent au lion rampant de sable, au quatrième tranché d'argent et de gueules., - Livrées : les couleurs de l'écu. |